# Valle di Maddaloni
Valle di Maddaloni és un municipi italià, dins de la província de Sondrio, que limita amb els municipis de Caserta, Cervino i Maddaloni a la mateixa província, i de Durazzano i Sant'Agata de' Goti a la de Benevent.
Hi trobem l'Aqüeducte Carolí, pont que és Patrimoni de la Humanitat per la Unesco des de l'any 1997, i que atravessa la vall de costat a costat.
Sondrio é al nord d'Italia. Vicino la Svizzera. É Caserta vicino Napoli ossia al sud.

## Evolució demogràfica
| Població censada al municipi de Valle di Maddaloni | Població censada al municipi de Valle di Maddaloni | Població censada al municipi de Valle di Maddaloni |
| -------------------------------------------------- | -------------------------------------------------- | -------------------------------------------------- |
|                                                    |                                                    |                                                    |
| Notes:                                             | Elaboració gràfica per part de la Viquipèdia       |                                                    |
|                                                    | Font: ISTAT (Institut Nacional d'Estadística)      |                                                    |